# Incretine
Le incretine sono ormoni prodotti a livello gastrointestinale e sono principalmente:
- GLP-1 (Glucagon-like peptide 1), prodotto dalle cellule L dell'ileo/colon;
- GIP (Gastric inhibitory peptide), prodotto dalle cellule K del duodeno.

Questi ormoni, secreti dopo i pasti, specialmente il GLP-1, hanno la funzione di controllare la glicemia in vari modi:
- aumentando la secrezione di insulina da parte delle cellule beta del pancreas;
- diminuendo la secrezione di glucagone (antagonista dell'insulina) inibendo le cellule alfa del pancreas;
- rallentando la motilità e dunque lo svuotamento gastrico (rendendo più "soft" la curva glicemica postprandiale) e diminuendo l'appetito;
- migliora la sensibilità insulinica;
- aumenta la massa β cellulare e migliora la funzione β-cellulare (questi effetti a lungo termine non sono mai stati dimostrati nell'uomo).

Il GLP-1 è rapidamente (1-2 minuti) degradato a peptide inattivo (cioè è disattivato) dall'enzima DPP-4 (dipeptidil-peptidasi IV). Poiché la produzione di GLP-1 diminuisce col diminuire della glicemia e la sua permanenza attiva è di soli 1-2 minuti il suo controllo sulla glicemia è calibrato e "al bisogno", evitando così situazioni di ipersecrezione di insulina e conseguenti pericolose ipoglicemie.
In pochi minuti, la DPP4 inattiva il GLP-1, attaccandosi ai residui di alanina e glutammato del GLP-1 (responsabili dell'azione del GLP-1), rompendo la catena amminoacidica. Questo meccanismo è responsabile dell'inattivazione dell'80% del GLP-1 prodotto, mentre un altro 10% viene metabolizzato dal fegato. Quindi, di tutto il GLP-1 prodotto, solo il 10% esplica la sua azione sul pancreas. Il motivo per cui non tutto il GLP-1 prodotto agisce sul pancreas rimane ignoto: alcuni autori hanno ipotizzato che il GLP-1, a livello intestinale e portale, possa indurre delle stimolazioni nervose che, attraverso il vago, possano stimolare la secrezione insulinica. Quindi si pensa ci sia un meccanismo indiretto di attivazione della secrezione insulinica.
"Molti fattori stimolano la secrezione di insulina, ma il principale è la glicemia: anche le Incretine, in particolare GIP e GLP-1 secreti, rispettivamente, dalle cellule K e L nell'intestino sono importanti".
GLP-1 non è molto utile per il trattamento del diabete mellito di tipo 2, poiché deve essere somministrato mediante infusione sottocutanea continua. Sono stati sviluppati diversi analoghi di lunga durata con attività insulinotropica e tre, exenatide (Byetta) e liraglutide (Victoza), oltre a exenatide a rilascio prolungato (Bydureon), sono stati approvati per l'uso negli Stati Uniti. Il principale svantaggio di questi analoghi del GLP-1 è che devono essere somministrati per iniezione sottocutanea.
Il dosaggio settimanale degli agonisti del recettore GLP-1 è anche una modalità approvata nel trattamento del diabete di tipo 2.

## Farmaci attivi sul sistema delle incretine
Alcuni farmaci utilizzati nella terapia orale del diabete mellito di tipo 2 (DM2) agiscono sul sistema delle incretine simulando l'azione del GLP-1 o bloccando l'enzima responsabile della sua degradazione, la dipeptidil-peptidasi IV.
Al primo gruppo appartengono sostanze analoghe al GLP-1 ma resistenti alla degradazione da parte di DPP-4, con conseguente persistenza del GLP-1-analogo in circolo anche in pazienti che ne producono meno. Fra questi analoghi è stato testato e dunque approvato dalla Food and Drug Administration (FDA) l'Exendin-4, estratto dalla saliva di una grossa lucertola, la Heloderma suspectum, e commercialmente chiamato Exenatide.

### Gliptine
Il secondo gruppo di farmaci è costituito da farmaci che inibiscono il DPP-4 evitando così la degradazione del GLP-1. Questa classe di farmaci è nota con il nome di Inibitori della dipeptidil-peptidasi IV o anche gliptine, dal suffisso dei nomi dei principi attivi. Capostipite della classe è il sitagliptin (in commercio come Januvia/Tesavel/Xelevia), approvato per la prima volta dalla FDA nel 2006. Altre sostanze con analogo meccanismo d'azione sono SAXAGLIPTIN (in commercio come Onglyza), VILDAGLIPTIN (Galvus) e ALOGLIPTIN (Vipidia).